# Onthophagus telephus
Onthophagus telephus är en skalbaggsart som beskrevs av Vladimir Balthasar 1969. Onthophagus telephus ingår i släktet Onthophagus och familjen bladhorningar. Inga underarter finns listade i Catalogue of Life.